# Mars naar Washington

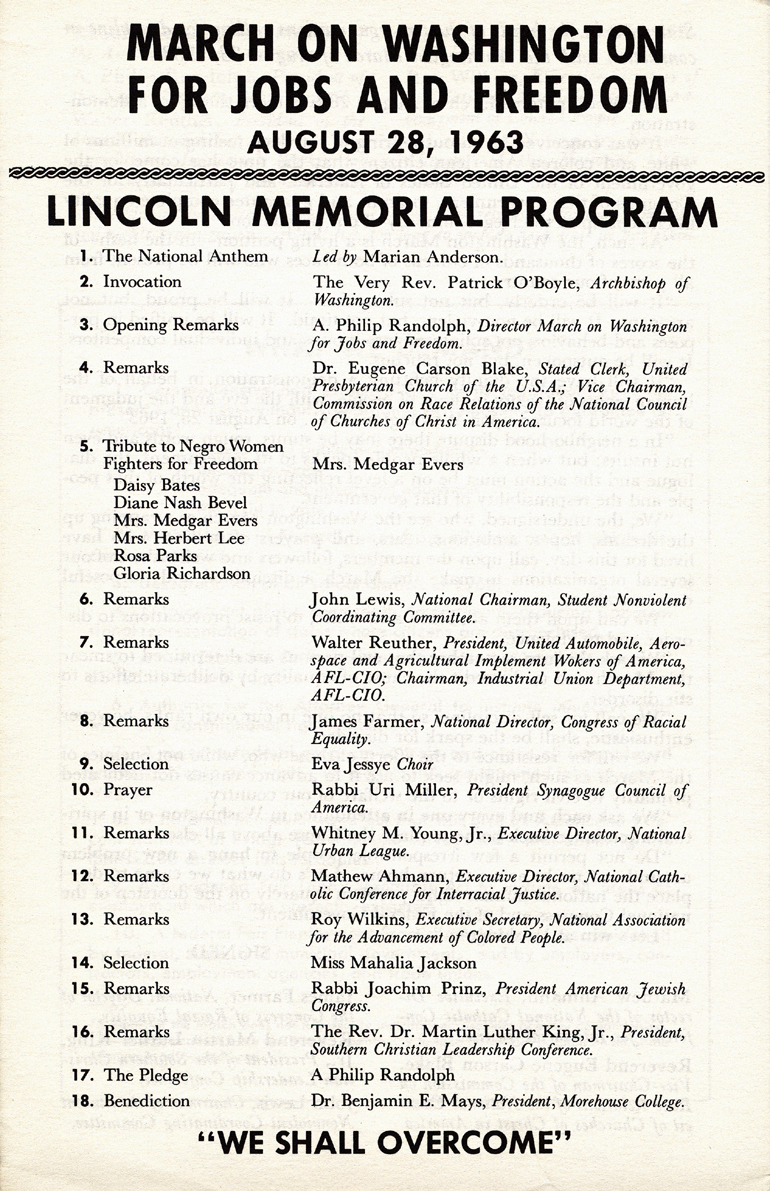
Programma van de mars

De mars naar Washington (March on Washington for Jobs and Freedom) was een betoging die op 28 augustus 1963 werd gehouden in Washington D.C. om op te komen voor de rechten van de Afro-Amerikaanse burgers. Na de mars gaf Martin Luther King op de National Mall zijn beroemde toespraak I Have a Dream. De mars werd georganiseerd door A. Philip Randolph en Bayard Rustin en wist tussen de 200.000 en 300.000 mensen op de been te brengen.
28 augustus was een beladen datum voor de zwarte Amerikaanse burgerrechtenbeweging. Het was de datum van het lynchen van Emmett Till. Het besluit van zijn moeder Mamie Till om haar zoon in een open kist te begraven, zodat iedereen kon zien wat hem was aangedaan, leidde tot grote opschudding en woede in de zwarte Amerikaanse gemeenschap.
De mars volgde op eerdere demonstraties, waaronder de campagne in Birmingham eerder dat jaar en droeg onder meer bij aan het aannemen van de Civil Rights Act of 1964.